# コンチネンタル2
コンチネンタル2は、1990年にユニバーサル販売が製作・販売したパチスロ機（3号機）。通称「コンチ2」。キャッチコピーは「赤と青のコントラスト」。

## 概要
「コンチネンタル」「コンチネンタルIII」のCS-90騒動のため、かなり登場が遅れた機種である。基本的にはIのゲーム性を踏襲し、リール配列もIのBAR絵柄を青7に置き換えたものとほぼ同じ（小役も同じ扱い）。ビッグボーナスは青7・赤7の同一色揃い、レギュラーボーナスは「青青赤」「青赤赤」「赤赤青」「赤青青」、シングルボーナスは「赤青赤」「青赤青」という組み合わせ。
ボーナス比率がREGに偏っていたこととシングルを搭載したことでリーチ目を見る機会は非常に多く、出玉の波は穏やかで遊べる機種であった。リーチ目はコンチネンタルを踏襲したものがほとんどだった。
I、IIIの波の荒さを好むプレイヤーからは敬遠されていたが、非常に機械割が低く設計されていた（CS-90使用前提で設計されたため）からか、ホールでは高設定台が比較的多かった。しかし人気はいま一つで、早くにその姿を消した。
発売時のキャッチコピーは「赤と青のコントラスト」であった。

## ボーナス確率・機械割
| 設定 | BIG     | REG     | SIN     | 機械割 |
| ---- | ------- | ------- | ------- | ------ |
| 1    | 1/409.6 | 1/390.1 | 1/455.1 | 80.6%  |
| 2    | 1/327.7 | 1/273.1 | 1/372.3 | 90.3%  |
| 3    | 1/264.3 | 1/215.6 | 1/372.3 | 100.3% |
| 4    | 1/234.1 | 1/204.8 | 1/372.3 | 105.2% |
| 5    | 1/227.6 | 1/160.6 | 1/234.0 | 110.0% |
| 6    | 1/227.6 | 1/138.8 | 1/146.2 | 113.0% |

※ 機械割はメーカー発表の数値